# 정들면 고향 코스모스장
《정들면 고향 코스모스장(일본어: 住めば都のコスモス荘　すっとこ大戦 ドッコイダー》은 아치 타로우가 쓴 라이트노벨이 원작인 애니메이션이다. 특수촬영물 팬들을 위한 애니메이션으로 이때까지의 특수촬영물의 패러디와 코메디로 가득한 작품이다.
대한민국에선 애니메이션이 〈황당용사 욜라세다〉라는 제목으로 투니버스에서 방송되었고 만화책은 원제와 같은 제목으로 발간되었다.